# 31468 Albastaki
31468 Albastaki è un asteroide della fascia principale. Scoperto nel 1999, presenta un'orbita caratterizzata da un semiasse maggiore pari a 2,3858680 UA e da un'eccentricità di 0,1809183, inclinata di 3,29544° rispetto all'eclittica.